# Athanásios Petrákos
Pour les articles homonymes, voir Petrákos.
Athanásios Petrákos (grec moderne : Αθανάσιος Πετράκος), né le 18 novembre 1954 à Koróni, est un mathématicien et homme politique grec.

## Biographie
Il étudie à l'université d'Athènes.
Il est quelque temps syndicaliste.
En 2012, il est chargé de l'énergie dans le cabinet fantôme (« σκιώδης κυβέρνηση ») de la SYRIZA.
Aux élections législatives grecques de janvier 2015, il est élu député au Parlement hellénique sur la liste de la SYRIZA dans la circonscription de la Messénie. Il est désigné représentant parlementaire de la SYRIZA pour la XVIe législature.
Le 21 août 2015, il quitte la SYRIZA avec vingt-quatre autres députés dissidents pour créer Unité populaire. Il est désigné représentant parlementaire d'Unité populaire.